# Daniel Carlson
Daniel Vilhelm Carlson (Colorado Springs, 23 gennaio 1995) è un giocatore di football americano statunitense che milita nel ruolo di kicker per i Las Vegas Raiders della National Football League (NFL). Al college ha giocato per l'Università di Auburn. Alla stagione 2024 è il quinto più preciso kicker della storia della NFL con una percentuale realizzativa di 87,5%.

## Carriera universitaria
Dopo aver giocato con la The Classical Academy in Colorado, nel 2013 Carlson andò a giocare all'Università di Auburn con gli Auburn Tigers impegnati nella Southeastern Conference (SEC) della Divisione I della Football Bowl Subdivision (FBS) della NCAA, dove in quattro stagioni non ha mai fallito un extra point e risultando il miglior realizzatore nella storia della conference con 480 punti realizzati in carriera e inserito per tre volte tra i migliori giocatori della conference (First-Team All SEC).
Premi e riconoscimenti
- 2 SEC Special Teams Player of the Year (2016,2017)
- 3 Second-team All-American (2015,2016,2017)
- 3 First-team All-SEC (2015, 2016,2017)

Statistiche al college
| 2013   | Auburn | FBS Div. I | SEC    | 0  | 0   | 0   | 0,0   | 0  | 0   | 0,0  | 0  | 0   |
| 2014   | Auburn | FBS Div. I | SEC    | 13 | 57  | 57  | 100,0 | 18 | 24  | 75,0 | 51 | 111 |
| 2015   | Auburn | FBS Div. I | SEC    | 13 | 40  | 40  | 100,0 | 23 | 27  | 85,2 | 56 | 109 |
| 2016   | Auburn | FBS Div. I | SEC    | 13 | 44  | 44  | 100,0 | 28 | 32  | 87,5 | 53 | 128 |
| 2017   | Auburn | FBS Div. I | SEC    | 14 | 57  | 57  | 100,0 | 23 | 31  | 74,2 | 54 | 126 |
| Totale | Totale | Totale     | Totale | 52 | 198 | 198 | 100,0 | 92 | 114 | 80,7 | 56 | 474 |

Fonte: Football Database
In grassetto i record personali in carriera

## Carriera professionistica

### Minnesota Vikings
Carlson fu scelto nel corso del quinto giro (167º assoluto) del Draft NFL 2018 dai Minnesota Vikings e fu uno dei due soli kicker scelti quell'anno durante il draft.

#### Stagione 2018
Nel corso del precampionato si giocò il posto da titolare col veterano Kai Forbath riuscendo a prevalere, con Forbath che fu svincolato dai Vikings ad agosto 2018. Carlson debuttò da professionista il 9 settembre 2018 nella prima partita stagionale dei Vikings contro i San Francisco 49ers convertendo tre extra point e segnando un field goal.. Nella partita del turno successivo, il 16 settembre 2018 contro i Green Bay Packers, Carlson fallì un field goal nel tempo regolare e due altri field goal durante il tempo supplementare con la partita che si concluse in parità 29 a 29. Il giorno successivo Carlson fu svincolato e rimpiazzato dal veterano Dan Bailey.

### Oakland/Las Vegas Raiders

#### Stagione 2018
Carlson fu ingaggiato dagli Oakland Raiders guidati da Jon Gruden il 23 ottobre 2018 per sostituire il rookie Matt McCrane.
Carlson debuttò coi Raiders nella gara dell'ottavo turno della stagione regolare, la sconfitta 28-42 contro gli Indianapolis Colts, in cui convertì tutti e quattro gli extra point. Alla settimana 11, nella partita contro gli Arizona Cardinals, realizzò complessivamente due extra point e tre field goal di cui uno a tempo scaduto che valse ai Raiders la vittoria per 23 a 21, prestazione che gli valse il riconoscimento di miglior giocatore degli special team dell'AFC della settimana. Carlson concluse la stagione coi Raiders con una percentuale realizzativa del 94,1% (16 field goal su 17 tentativi), nuovo record per la franchigia.

#### Stagione 2019
Carlson giocò tutte le 16 partite della stagione con una percentuale realizzativa di field goal del 73% (19 su 26). Nella settimana 11, nella partita contro i New York Jets persa dai Raiders per 34 a 3, segnò gli unici punti per i nero-argento realizzando un field goal di 48 yard, il suo più lungo della stagione. Nella partita del quattordicesimo turno, la sconfitta 16-20 contro i Jacksonville Jaguards, eguaglió il suo record personale di tre field goal realizzati su tre tentati ma fallì, a meno di due minuti dalla fine della partita con i Raiders in vantaggio per 16 a 13, un quarto field goal della giornata da 45 yard.

#### Stagione 2020
Il 16 aprile 2020 Carlson prolungò il contratto coi Raiders di un anno. e cambiò il numero di maglia, lasciando il numero 8 al quarterback Marcus Mariota e scegliendo per sé il numero 2. Nella partita d'esordio stagionale, la gara contro i Carolina Panters, Carlson realizzò tutti gli extra point e i field goal tentati (4 su 4), incluso il più lungo field goal in carriera di 54 yard, contribuendo alla vittoria dei Raiders per 34 a 30, venendo premiato per la seconda volta in carriera come miglior giocatore degli special team dell'AFC della settimana.. Per le sue prestazioni Carlson fu quindi nominato miglior giocatore degli special team dell'AFC del mese di dicembre.

#### Stagione 2021
A marzo 2021 i Raiders offrirono a Carlson un prolungamento contrattuale che lui accettò nel mese di aprile. Nella settimana 2 contro i Pittsburgh Steelers Carlson realizzò tutti e quattro i field goal e i due extra point contribuendo alla vittoria dei Raiders per 26 a 17 e guadagnandosi la nomina di giocatore degli special team dell'AFC della settimana. Nella gara del dodicesimo turno, la partita del Thankgiving Day contro i Dallas Cowboys, Carlson realizzò tutti gli extra point (3 su 3) e i field goal tentati (5 su 5). In particolare, Carlson pareggiò il risultato al termine del 4° quarto di gioco convertendo il più lungo field goal della sua carriera (56 yard) portando così la partita al tempo supplementare e poi, realizzando un field goal di 29 yard, conducendo i Raiders alla vittoria finale per 36 a 33. Per la sua prestazione fu nominato per la seconda volta in stagione miglior giocatore degli special team dell'AFC della settimana.
Il 9 dicembre 2021 Carlson firmó un'estensione contrattuale di quattro anni coi Raiders, un accordo per un importo complessivo di 18,4 milioni di dollari, diventando così il 3° kicker più pagato della NFL.
Nella parte conclusiva della stagione 2021 le prestazioni di Carlson furono determinanti per permettere ai Raiders di raggiungere i playoff da cui erano assente dalla stagione 2016. Nella gara della settimana 15 contro i Cleveland Browns Carlson realizzò tutti e tre i field goal tentati, con l'ultimo da 48 yard che ha portato alla vittoria finale dei Raiders per 16 a 14. Carlson si ripeté nella gara del diciassettesimo turno contro gli Indianapolis Colts segnando complessivamente 11 punti, riuscendo a convertire tutti e due gli extra point e i tre field goal calciati e, in particolare, con l'ultimo field goal realizzato che diede la vittoria ai Raiders per 23 a 20. Per la terza volta in stagione fu nominato miglior giocatore degli special team dell'AFC della settimana.
Nell'ultima gara della stagione regolare, alla settimana 18, i Raiders si giocavano il passaggio ai playoff contro i Los Angeles Chargers: Carlson realizzò cinque field goal di cui l'ultimo da 47 yard allo scadere del tempo supplementare permettendo così ai Raiders di vincere la partita per 35 a 32 e classificarsi ai playoff proprio a scapito dei Chargers. Questa prestazione gli valse la quarta nomina in stagione come miglior giocatore degli special team dell'AFC della settimana. Nella partita dei playoff contro i Cincinnati Bengals, persa dai Raiders per 26 a 19, Carlson segnò complessivamente 13 punti realizzando tutti e quattro i field goal tentati e un extra point.
Carlson terminò la stagione 2021 come leader NFL nei field goal tentati (43) e di quelli realizzati (40) nonché, a pari merito con Nick Folk dei New England Patriots, di punti realizzati (150). Inoltre fu il primo kicker della storia della NFL a vincere per quattro volte il premio di miglior giocatore degli special team della settimana (settimane 2ª, 12ª, 17ª e 18ª). In più Carlson fissò il record di franchigia per numero di field goal convertiti in una singola stagione con i Raiders, superando il precedente record detenuto da Jeff Jaeger dal 1993 (35 su 44). A fine stagione fu inserito dall'Associated Press nel suo All-Pro Second Team.

#### Stagione 2022
L'11 settembre 2022, nella partita della settimana 1 contro i Los Angeles Chargers persa dai Raiders per 19-24, Carlson segnò tutti e due gli extra point e tutti e due i field goal calciati, il più lungo dei quali da 55 yard. Carlson si ripeté nella partita successiva, la sconfitta ai tempi supplementari contro gli Arizona Cardinals per 23-29, totalizzando 11 punti segnando i due extra point e i tre field goal calciati, col più lungo sempre da 55 yard. Con questa prestazione Carlson si confermò come uno dei migliori kicker della lega raggiungendo i 28 field goal consecutivi realizzati, la più lunga striscia tra i giocatori attivi nella NFL. Nella gara della settimana 7 del 23 ottobre 2022, la vittoria 38-20 contro gli Houston Texans, Carlson segnò il suo 39º field goal consecutivo dalla gara della settimana 8 della stagione 2021, allungando la sua striscia attiva e raggiungendo la quinta posizione in tale classifica tra i kicker di tutti i tempi. Nella gara della settimana 11, la vittoria 22-16 ai tempi supplementari contro i rivali di division dei Denver Broncos, Carlson sbaglió il primo field goal della partita, fermando a 45 la striscia di field goal consecutivi segnati, poi però realizzò altri tre field goal di cui uno da 57 yard, il suo più lungo in carriera. Nella partita successiva, la vittoria 40-34 contro i Seattle Seahawks, Carlson sbagliò il primo field goal della partita da 56 yard, ma ne realizzò poi altri due e tutti e quattro gli extra point. Nella gara del tredicesimo turno, la vittoria 27-20 contro i Los Angeles Chargers, Carlson pareggiò la partita nel primo tempo con un field goal da 55 yard per poi sbagliarne uno da 52 yard, il primo field goal non segnato da Carlson all'Allegiant Stadium, e realizzarne poi un terzo da 25 yard che portò al massimo punteggio per i Raiders. Carlson segnò inoltre i tre extra point calciati. Nella gara del turno successivo, la sconfitta 16-17 subita nel Thursday Night Football contro i Los Angeles Rams, Carlson realizzò l'unico extra point e tutti e tre i field goal calciati, da 52, 31 e 36 yard, e fu la terza partita nelle ultime quattro in cui segnò da 50 o più yard. Nella gara della settimana 17, la sconfitta ai tempi supplementari subita contro i San Francisco 49ers, Carlson pareggiò il suo record personale segnando un field goal da 57 yard e divenne inoltre il terzo giocatore nella storia della NFL a segnare in una stagione almeno 10 field goal da 50 o più yard, eguagliando Blair Walsh e Justin Tucker. Nell'ultimo turno contro i Kansas City Chiefs Carlson segnò due field goal, di cui uno da 54 yard, fissando così il record NFL per il maggior numero di field goal segnati in una stagione da 50 o più yard, con 11.
Concluse la stagione con 34 field goal segnati su 37, per il terzo anno di fila con una percentuale realizzativa superiore al 90% e arrivando terzo nella lega per punti realizzati, con 137, dietro solo a Jason Myers e Justin Tucker.
A fine stagione Carlson fu inserito nel First-team All-Pro dell'Associated Press, e nell'All-NFL Team della Pro Football Writers of America (PFWA).

#### Stagione 2023
Nella partita di settimana 2, la sconfitta 10-38 subita contro i Buffalo Bills, Carlson segnò un field goal da 47 yard diventando così il quarto giocatore nella storia della NFL a segnare 145 field goal nelle prime 80 gare disputate in carriera. 
Nella gara del turno successivo contro i Pittsburgh Steelers raggiunse i 600 punti segnati in carriera con i Raiders, uno dei soli sei giocatori a riuscirci insieme a Sebastian Janikowski, George Blanda, Chris Bahr, Jeff Jaeger e Tim Brown.
Nella gara del quinto turno contro i Green Bay Packers, in cui si trovò di fronte per la prima volta da professionista il fratello minore Anders Carlson, sbaglió due field goal in partita, eguagliando la sua peggior prestazione avuta da rookie quando giocava con i Vikings nel 2018. Carlson si rifece però già nella gara successiva in cui segnò complessivamente 13 punti, realizzando tutti e quattro i field goal calciati e un extra point nella vittoria 21-17 sui New England Patriots. Nella gara del settimo turno, la sconfitta 12-30 contro i Chicago Bears, Carlson realizzò complessivamente due field goal ma sbaglió il primo della partita da 41 yard, interrompendo a 19 la striscia di field goal entro le 50 yard segnati consecutivamente. Successivamente si seppe che era sceso in campo malgrado un infortunio subito durante il prepartita. Nella gara di settimana 10, la vittoria 16-12 contro i New York Jets, Carlson mise a tabellino 10 dei 16 punti dei Raiders, trasformando tre field goal il secondo dei quali da 54 yard, il più lungo in stagione e arrivando a 25 field goal realizzati su 32 calciati in carriera da oltre le 50 yard, con una percentuale realizzativa del 78,1%. Nelle gare del quattordicesimo e del quindicesimo turno non calciò nessun field goal ma per motivi opposti: nella prima gara, la sconfitta 0-3 contro i Minnesota Vikings, i Raiders non riuscirono neanche ad avvicinarsi all'area di meta avversaria, mentre nella seconda partita si imposero 63-21 contro i Los Angeles Chargers segnando solo touchdown con Carlson che realizzò tutti e nove i relativi extra point.
Terminó la stagione con 26 field goal segnati su 30 tentati con una percentuale realizzativa del 86,7% e 110 punti segnati.

#### Stagione 2024
Nella gara d'esordio della stagione 2024, la sconfitta 10-22 contro i Los Angeles Chargers, Carlson sbagliò il primo field goal dell'annata, un calcio da 49 yard nel terzo quarto di gioco che se realizzato avrebbe portato i Raiders in vantaggio di un punto, segnando poi invece il secondo field goal della gara da 32 yard all'inizio dell'ultimo quarto di gara. Tornó fondamentale già nella gara del secondo turno, la vittoria in rimonta 26-23 sui Baltimore Ravens, in cui segnò complessivamente 14 punti, realizzando i due extra point e i quattro field goal calciati, con il primo field goal realizzato da 53 yard e l'ultimo da 32 yard segnato a 27 secondi dalla fine della gara che permise il sorpasso dei Raiders sugli avversari e la conseguente vittoria. Nella gara successiva, la sconfitta 22-36 contro i Carolina Panther, Carlson sbagliò l'unico field goal calciato da una distanza di 57 yard. Si rifece nel quarto turno, la vittoria 20-16 contro i Cleveland Browns, dove segnò otto punti realizzando i due extra point e i due field goal calciati, uno da 52 yard. Nella gara del settimo turno, la sconfitta 15-20 contro i Los Angeles Rams, Carlson segnò tutti i punti dei Raiders, realizzando i cinque field goal calciati, uno da 47 yard, due da 38 yard e due da 27 yard. La settimana successiva Carlson fu ancora perfetto segnando i due field goal, da 54 e 32 yard, e i due extra point calciati nella sconfitta 20-27 contro i campioni in carica dei Kansas City Chiefs. Nel tredicesimo turno, nella seconda partita stagionale contro i Chiefs, Carlson ebbe la peggiore prestazione fin a quel punto della sua annata, sbagliando tre dei quattro field goal calciati, con i Raiders usciti infine sconfitti per soli due punti, 17-19. Per altro, viste le difficoltà dell'attacco della squadra di Las Vegas di avvicinarsi all'area di meta avversaria, i tre errori arrivarono tutti e tre da calci ben oltre le 50 yard, precisamente da 56, 55 e 58 yard. Tornó con una percentuale realizzativa del 100% nella gara successiva, la sconfitta 28-13 contro i Tampa Bay Buccaneers, in cui realizzò i due field goal, entrambi entro le 30 yard, e l'unico extra point calciato. Nel Monday Night Football di settimana 15 contro gli Atlanta Falcons, gara conclusa con l'ennesima sconfitta stagionale per i Raiders, Carlson realizzò l'unico field goal calciato da 52 yard mentre l'unico extra point gli fu bloccato dagli avversari. Nel sedicesimo turno arrivò finalmente una vittoria, con la squadra di Las Vegas che si impose 19-14 contro i Jacksonville Jaguars con Carlson che segnò sette punti realizzando due field goal e un extra point, ma sbagliando anche un terzo field goal da 46 yard.
Concluse l'annata con 34 field goal realizzati su 40 tentati, per una percentuale del 87,5% che lo poneva al momento al 5º posto per precisione tra i kicker della lega di tutti i tempi, e 23 extra point su 25, per un totale di 125 punti segnati.

#### Stagione 2025
Prima dell'avvio della stagione Carlson cambiò numero di maglia prendendo l'8 e lasciando il 2 al rookie Ashton Jeanty.

## Palmarès
- First-team All-Pro: 1

2022
- Giocatore degli special team della AFC del mese: 1

dicembre 2020
- Giocatore degli special team della AFC della settimana: 6

11ª del 2018, 1ª del 2020, 2ª, 12ª, 17ª e 18ª del 2021

## Statistiche

### Stagione regolare
| 2018   | MIN         | 2   | 1   | 4   | 25,0 | 48 | 6   | 6   | 100,0 | 9   |
| 2018   | OAK         | 10  | 16  | 17  | 94,1 | 50 | 18  | 18  | 100,0 | 66  |
| 2018   | Totale 2018 | 12  | 17  | 21  | 80,9 | 50 | 24  | 24  | 100,0 | 75  |
| 2019   | OAK         | 16  | 19  | 26  | 73,1 | 48 | 34  | 36  | 94,4  | 91  |
| 2020   | LV          | 16  | 33  | 35  | 94,3 | 54 | 45  | 47  | 95,7  | 144 |
| 2021   | LV          | 17  | 40  | 43  | 93,0 | 56 | 30  | 33  | 90,9  | 150 |
| 2022   | LV          | 17  | 34  | 37  | 91,9 | 57 | 35  | 36  | 97,2  | 137 |
| 2023   | LV          | 17  | 26  | 30  | 86,7 | 54 | 32  | 32  | 100,0 | 110 |
| 2024   | LV          | 17  | 34  | 40  | 85,0 | 54 | 23  | 25  | 92,0  | 125 |
| Totale | Totale      | 112 | 203 | 232 | 87,5 | 57 | 223 | 233 | 92,0  | 832 |

### Playoffs
| 2021   | LV     | 1 | 4 | 4 | 100,0 | 47 | 1 | 1 | 100,0 | 13 |
| Totale | Totale | 1 | 4 | 4 | 100,0 | 47 | 1 | 1 | 100,0 | 13 |

Fonte: Football Database
In grassetto i record personali in carriera,      leader della lega — Statistiche aggiornate alla stagione 2024

## Famiglia
Il fratello minore di Carlson, Anders, ha seguito il suo stesso percorso sportivo diventando prima kicker al college per Auburn, dove arrivò nell'ultimo anno di Daniel, e poi diventando un giocatore professionista nella NFL, selezionato nel draft 2023 dai Green Bay Packers.